# 뫼즈 계곡 안개
1930년 뫼즈 계곡 안개는 공업 대기 오염과 환경 조건의 결합으로 발생해 생긴 벨기에 엥기스의 스모그이다. 이 스모그로 총 60명이 사망했다.
프랑스에서 시작하는 뫼즈강은 벨기에와 네덜란드를 거쳐 북해로 흘러간다. 사건이 발생한 뫼즈 계곡 지역은 밀도가 높은 공장 지대이자 인구 밀도가 높은 지역이었다. 2~3일 동안 발생한 짙은 스모그로 인해 60명이 사망하고 수천명이 입원하였다. 사망자 중 56명은 엥기스 동부 지역에서 발생했다.
환자들의 주요 증상은 호흡곤란이었으며, 사망자들의 평균 연령은 62세로 20세에서 89세 사이의 나이 범위에 발생했다. 이 지역의 가축들도 영향을 받았다.
2000년 12월 2일 엥기스 지역에는 스모그 사망자들을 위한 추모비가 건설되었다.

## 같이 보기
- 도노라 스모그 (미국)
- 1952년 런던 스모그
- 2013년 하얼빈 스모그